# 卡朗德哈清真寺

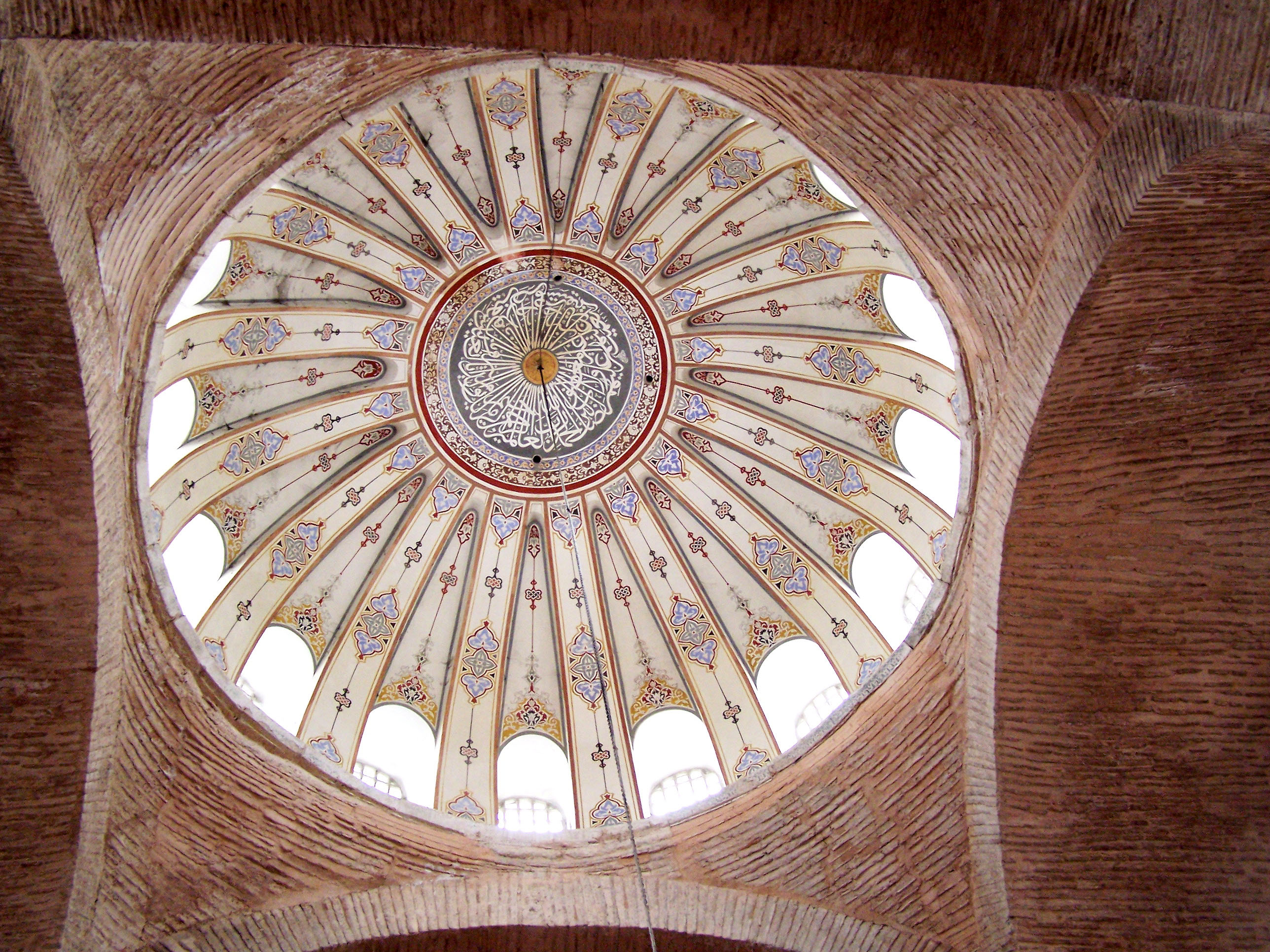
Dome

卡朗德哈清真寺（土耳其語：Kalenderhane Camii）是土耳其伊斯坦布尔一座原东正教教堂改建的清真寺。拜占庭风格，圆顶希腊十字平面。
卡朗德哈清真寺位于法蒂赫区风景如画的维法社区，瓦倫斯水道橋东端以南，维法教堂清真寺东南方不足1公里。

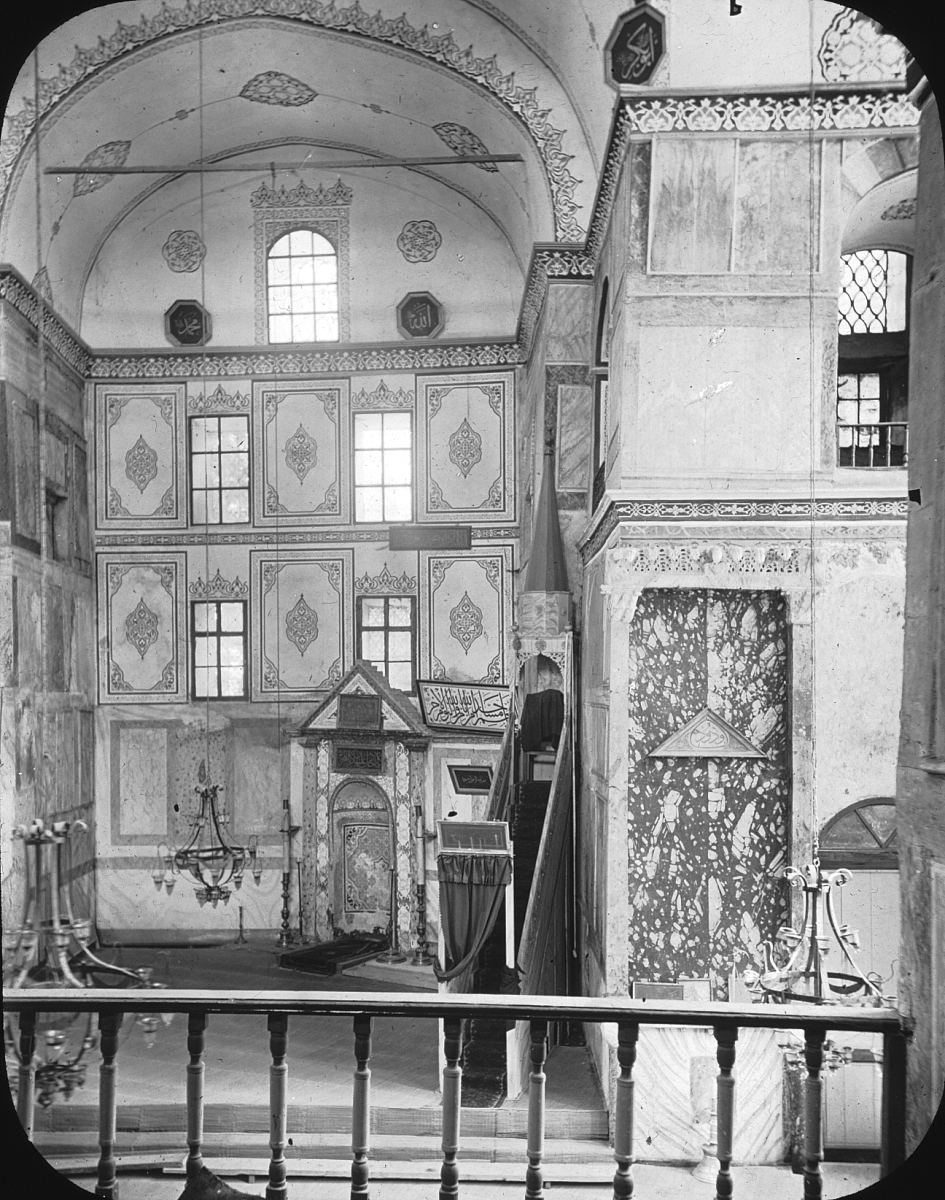
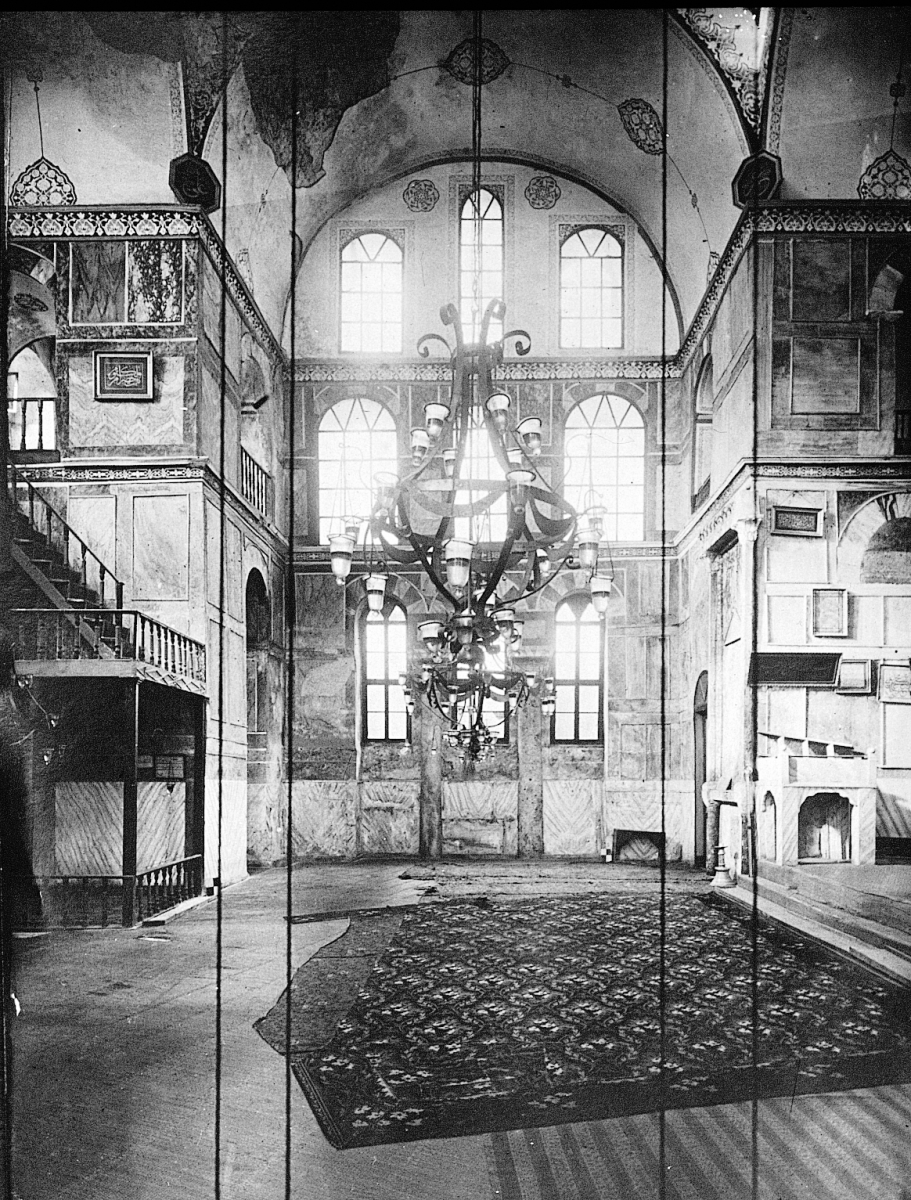
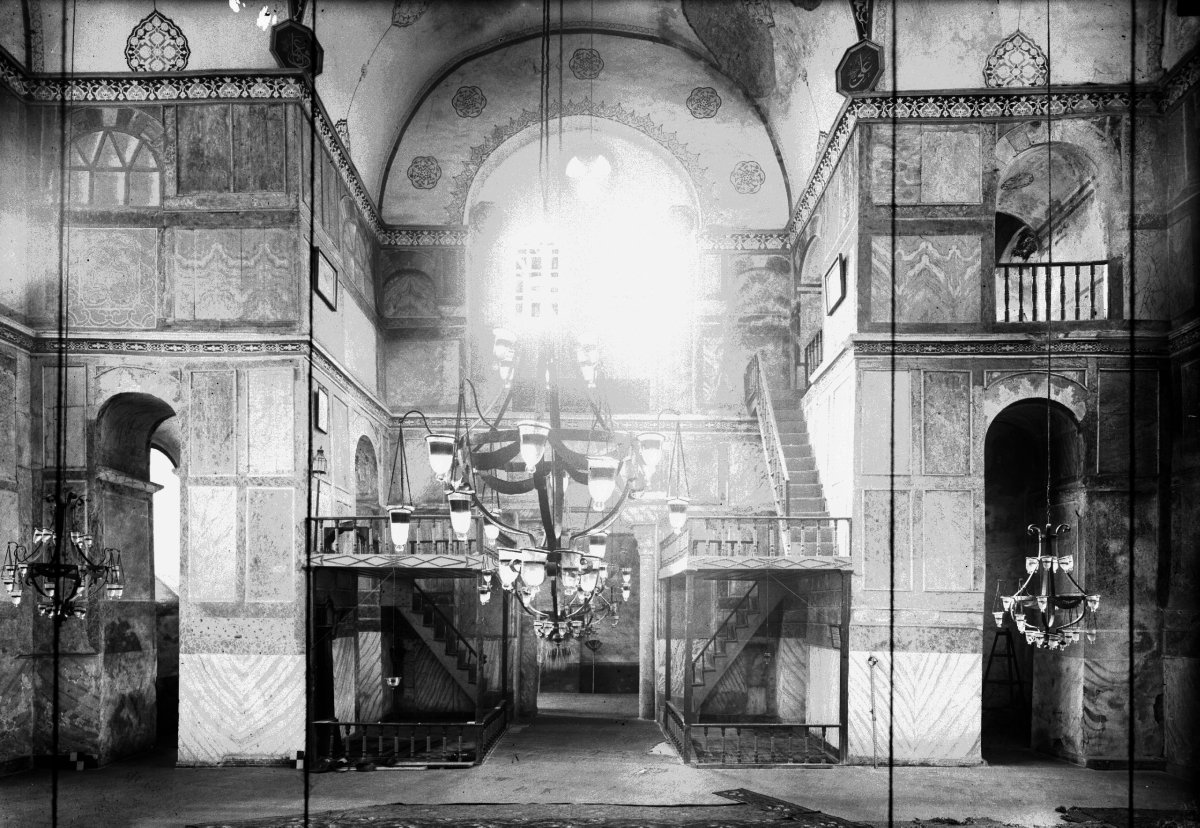
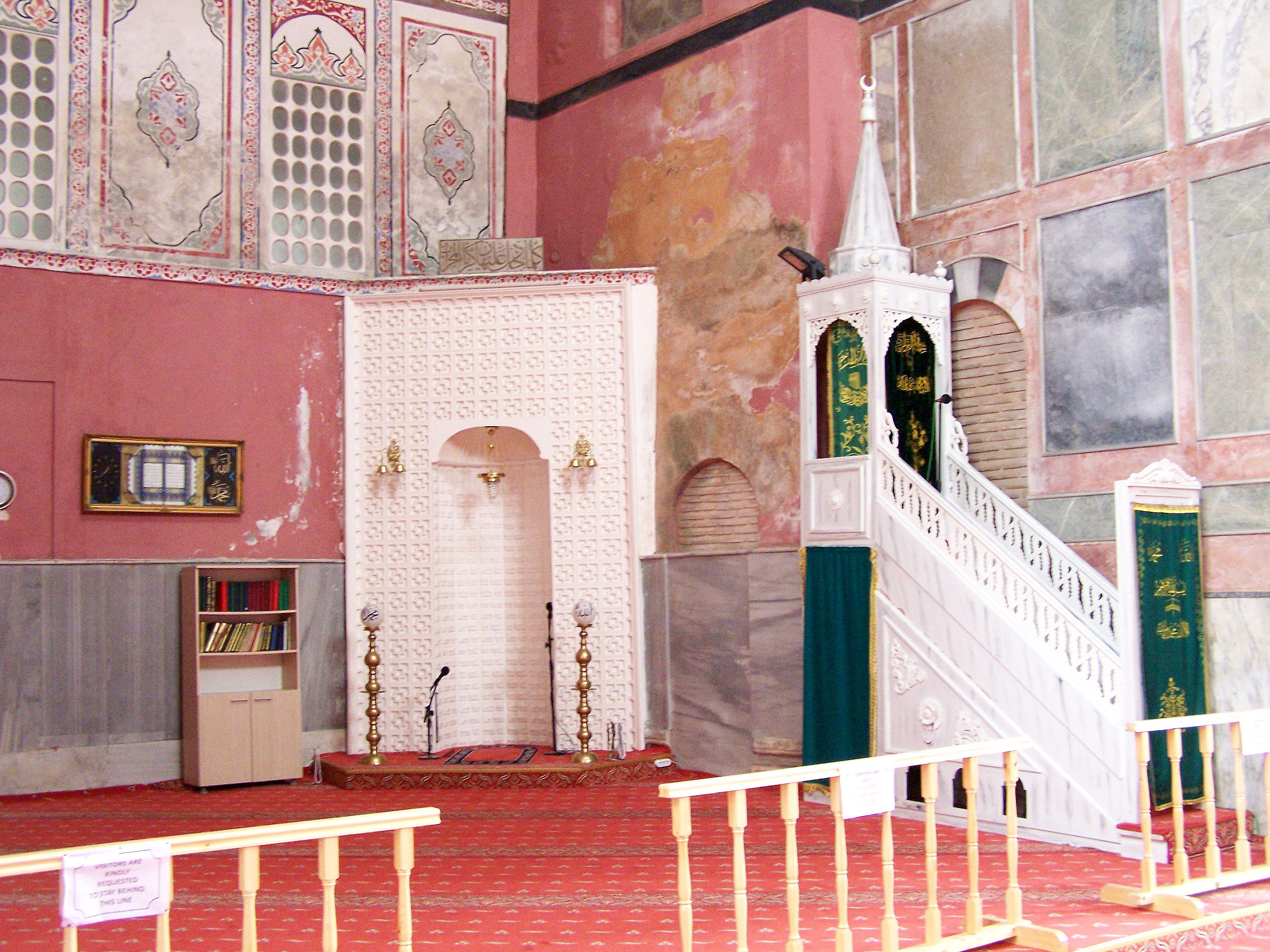

## 书目
- Thomas F.Mathews. . University Park: Pennsylvania State University Press. 1976. ISBN 0-271-01210-2.
- Çelik Gülersoy. . Istanbul: Istanbul Kitaplığı. 1976. OCLC 3849706.

41°00′47″N 28°57′37″E / 41.013132°N 28.960304°E